# غاريث كوبر
غاريث كوبر (بالإنجليزية: Gareth Cooper)‏ هو لاعب اتحاد الرغبي بريطاني، ولد في 7 مايو 1979 في بريدجند ‏ في المملكة المتحدة.

## وصلات خارجية
- غاريث كوبر على موقع دوري الرغبي الممتاز (الإنجليزية)
- غاريث كوبر عل موقع إسبنسكروم (الإنجليزية)
- غاريث كوبر على موقع ItsRugby.co.uk (الإنجليزية)